# アメリカ・バプテスト自由伝道協会
アメリカ・バプテスト自由伝道協会(アメリカ バプテストじゆうでんどうきょうかい、American Baptist Free Mission Society (ABFrMS)）は、奴隷制に反対する強い意志を持った北部のバプテストたちによって結成された協会。

## 概要
1830年代後半、アメリカ北部のバプテスト指導者たちの一部は、トライエニアル・コンヴェンションが奴隷所有の問題で断固たる立場を取ろうとしないことに不満を持つようになった。1840年、真剣な人々の大会がニューヨークで「海外臨時伝道委員会（Foreign Provisional Missionary Committee）」を結成し、1843年5月にボストンで開催された会合で、アメリカ海外伝道協会（American and Foreign Mission Society）が結成されるまで活動した。彼らは、トライエニアル・コンヴェンションに、2つの変化をもたらそうとした。1つは、奴隷制の影響を一切受けないようにすること、もう1つは、宣教活動において教会の代表権と管理権をより厳格に認めることであったが、しかし、どちらも実現しなかった。
ついにトライエニアル・コンヴェンションから17名が脱退し、1843年5月、マサチューセッツ州ボストンのトレモント会堂で、アルバート・L・ポスト（Albert L. Post、1809-1887）、ジョン・デュアー（John Duer、1823-1875）、ウィリアム・ヘンリー・ブリスベン（1806-1878）などの牧師や作家たちが、アメリカ海外聖書協会（American and Foreign Bible Society）をモデルにアメリカ海外伝道協会を結成した。参加者は真剣に祈った後、ブリスベンが作成した以下の宣言文に署名した。彼は以前、サウスカロライナで相続した多数の奴隷を解放していた。「私たちは 神と互いに厳粛に誓う」「バプテスト宣教協会を支援するために」「まだ採択されていない憲章で」「その慈善目的の支援のために」「奴隷制の効果との関係を断ち切る」としている。この綱領に基づいて、憲法が採択され、役員が選ばれた。この協会は、奴隷廃止論者であることに加え、反メイソン、禁酒を支持し、外国からの移民、宣誓、名誉学位に反対するなど、超党派の社会・政治課題を掲げていた。1845年、南部のバプテストはトライエニアル・コンヴェンションから脱退し、「南部バプテスト連盟」を結成した。1846年、トライエニアル・コンヴェンションは「アメリカ・バプテスト宣教同盟（American Baptist Missionary Union、ABMU）」に再編された。1848年までに、ABFrMSはアメリカ・バプテスト自由伝道協会と改名したが、これはその年の全国選挙の綱領である「自由土地（Free Soil）」に呼応したものであったろう（自由土地党参照）。
協会の宣教師たちは、27年以上にわたって活動を続けた。彼らはハイチに宣教拠点を設立し、また日本にも宣教拠点を設立した。彼らはハイチに9人の宣教師を送り、ビルマには11人の宣教師を送り、そのうちの何人かは以前、ABMUに属していた。彼らはアフリカに3人、日本に2人、アレゲーニー山脈西部の本拠地に18人、南部に約30人を送り、そのほとんどは南北戦争中とその直後だった。
精神的、道徳的進歩の分野において、ABFrMSの指導者たちは、明らかに先駆者だった。彼らは、南部からの逃亡者たちで構成されたカナダのドーン会館（Dawn Institute）を維持するために、英国のバプテストを支援した。彼らは、ニューヨーク州コートランド郡マックグローヴィルに、肌の色や性別に関係なく学生に開放された大学を設立した。戦後は、ニューヨーク州ブルックリンのH・チェンバレン（H. Chamberlin）夫妻の多額の寄付により、ニューオーリンズのリーランド大学の設立に協力した（1960年閉校）。この協会には、カズリット・アーバイン（Kazlitt Arvine）、サイラス・ピット・グロブナー、ウォーラム・ウォーカー（Warham Walker）、ジョン・デュアー、ネイサン・ブラウンなど、教養豊かで強力な論者がいた。
この協会は、活発に活動している間、年間3,000ドルから22,000ドルの資金を調達し、支出した。この協会の支援者は、英語圏のバプテストの中に見いだされた。ABMUとABFrMSの間には、終身会員制度に関して、また信託された資金を分配する者と宣教地で働く者との関係に関しても、いくつかの相違点があった。ある者は一方の体制を好み、ある者は他方の体制を好んだ。やがてこの摩擦は少なくなり、両者の関係はかなり調整されるようになった。
南北戦争の終結によって協会の存在は不要となり、1872年5月、ニューヨークのレイト・ストリート・チャペル（Laight Street chapel）での会合で、信託の実行と資産の永続に必要な場合を除き、協会の活動を停止することが決議された。ハイチ伝道は「連合バプテスト伝道連盟（Consolidated American Baptist Missionary Convention）」に、日本伝道はABMUに移管され、ABMUはビルマの分野も担当することになった。
最後の会長であるアルバート・L・ポストは、1865年から66年にかけて、この協会のために英国を訪問し、その記念誌を作成するよう依頼されている。メンバーのほとんどは、禁酒の主要な推進者であり、秘密結社とキリスト教徒の間で「牧師（Rev.）」「博士（D. D.）」などの称号を使用することに反対し、女性の仕事と賃金をもっと高く評価するよう提唱した。しかし、これらはむしろ付随的で個人的な問題であり、本来の協会の目的には含まれていない。

## 出版物
この協会が発行した定期刊行物には、The Free Missionary (Newton Centre, Massachusetts)、The Christian Reflector (Worcester, Massachusetts)、The Christian Contributor (Utica, New York)、The American Baptist (Utica and New York, New York) などがあった。